# Владо Черноземски
Величко Димитров Керин (Каменица, 19. октобар 1897 — Марсељ, 9. октобар 1934), познатији под псеудонимом Владо Георгијев Черноземски, био је бугарски терориста, припадник ВМРО-а. Он је 9. октобра 1934. у Марсеју убио југословенског краља Александра  и министра спољних послова Француске Луја Бартуа. Приликом атентата Величко Керин је и сам усмрћен.

## Биографија
Керин је рођен у селу Каменица (данас део града Велинграда). У ВМРО је ступио 1922. Након убиства Дима Хаџидимова, бугарског народног посланика из редова Бугарске комунистичке партије 1924, осуђен је на смрт 1928, али је амнестиран 1932. Такође је убио члана ВМРО-а 1930.
Крајем августа 1934. године, на позив Анта Павелића, Черноземски врши обуку усташа за атентат на краља Александра у логору Јанка Пуста и Нађ Кањижа. Након обуке избрана су још тројица атентатора: Мијо Краљ, Иван Рајић и Звонимир Поспишил, који су са лажним пасошима ушли у Француску, дана 9. октобра 1934. у Марсељу
На листи злодела имао је и убиства двојице бугарских народних посланика.

### Марсељски атентат
Величко Керин је убио југословенског краља Александра I и смртно ранио министра спољних послова Француске Луја Бартуа. У гужви која је уследила, Керина је мачем оборио француски поручник Жил Пиоле, а затим су га погођеног са више метака у тело на смрт претукли окупљени грађани. Пребачен је у канцеларију марсељске службе безбедности, где је и умро, не изговоривши ни једну реч. Код њега је пронађен чехословачки пасош на име Петар Келеман, два пиштоља, маузер C96 калибра 7,62 mm и валтер, две бомбе, бусола и 1.700 франака.
Пасош је издао чехословачки конзулат у Загребу. Керин је имао на десној руци истетовирану мртвачку главу и две укрштене кости, а изнад четири слова, ћирилицом, ВМРО. Код атентатора је пронађен пасош на име Петр Келемен издат од генералног конзулата Републике Чехословачке у Загребу. Убица је имао више лажних имена: Владо шофер, Рудолф Сук, Владимир Димитров, Стјепан Димитров, Георги Стојанов, Владо Георгијев Черноземски, Величко Стојанов, Величко Георгијев.
Тајно је сахрањен на непознатом месту. Постхумно је проглашен за најопаснијег терористу у Европи. У данашњој Бугарској више улица носи име по њему, у неколико градова.